# Misbrookea strigosissima
Misbrookea es un género monotípico de plantas herbáceas perteneciente a la familia de las asteráceas. Su única especie: Misbrookea strigosissima, es originaria de Bolivia donde se encuentra en la puna húmeda del altiplano, distribuida por La Paz y Cochabamba.

## Taxonomía
Misbrookea strigosissima fue descrita por (A.Gray) V.A.Funk   y publicado en Brittonia 49(1): 111. 1997.
Basónimo
- Werneria strigosissima A. Gray